# Neckera obtusifolia
Neckera obtusifolia är en bladmossart som beskrevs av Thomas Taylor 1848. Neckera obtusifolia ingår i släktet fjädermossor, och familjen Neckeraceae. Inga underarter finns listade i Catalogue of Life.